# Lansana Kouyaté

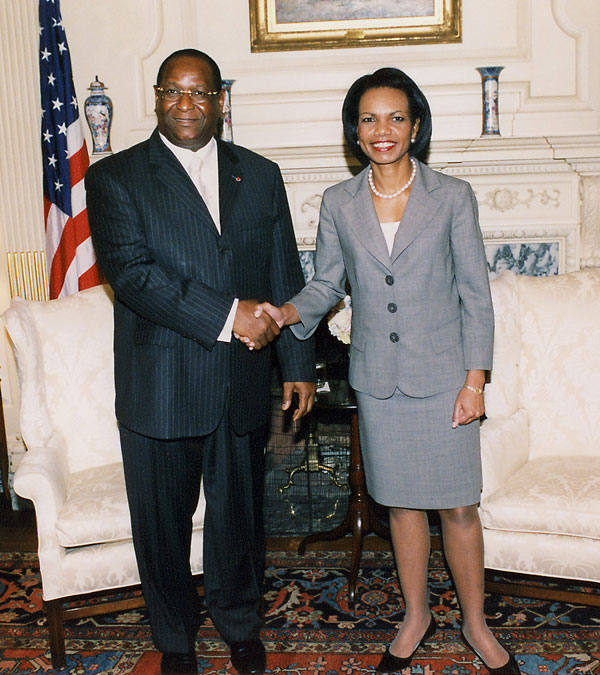

Pour les articles homonymes, voir Kouyaté.
Lansana Kouyaté (), né le 15 juillet 1950 à Koba (Préfecture de Boffa) est un homme d'État guinéen, Premier ministre du 1er mars 2007 au 20 mai 2008.  
C’est dans cette préfecture de la Guinée maritime, située à 200 km de la capitale Conakry qu’il passa une partie de son enfance avant d’aller 3 ans après à Kouroussa en Haute-Guinée où il débuta l’école primaire. Héritier de deux cultures (mandingue par son père et Baga par sa mère), il assimile parfaitement les traditions, coutumes et usages des deux contrées.

## Biographie
En 1975, il n’a que 25 ans lorsqu’il achève ses études supérieures à l'université polytechnique Gamal Abdel Nasser de Conakry après un Master. Il décroche un diplôme d’études supérieures en administration publique, économie générale et gestion financière d’entreprise avec mention « excellent » du jury. 

### Début dans la fonction publique
Après un stage d’un an, il intègre la fonction publique guinéenne où, à 27 ans il est nommé directeur à l’Organisation scientifique du travail (OST) de l’Office de la coordination financière de l’industrie (OCOFI).
OCOFI était une centrale de gestion, une société-mère d’un consortium de 44 entreprises industrielles d’État, tous secteurs confondus à l’exception du secteur minier.
À la fin de 1977, il est promu au poste très sensible de directeur du Commerce, des Prix et des Statistiques de l’OCOFI. Après avoir mis en place un système de saisie, de centralisation et surtout de stabilisation des prix, Lansana Kouyaté est nommé en 1979 directeur général adjoint au même consortium.
En 1982, la Guinée embrassa certains principes du libéralisme économique qui amenèrent le gouvernement à décentraliser les activités des entreprises d’État de tous les secteurs en leur donnant une relative autonomie. Les sociétés sectorielles furent ainsi supprimées. Le ministre de l’Agriculture d’alors demanda l’affectation immédiate de Lansana Kouyaté au poste de directeur général adjoint de l’Office national pour de développement de la riziculture dans un pays où cette céréale est l’aliment de base. Cette affectation permet à Lansana Kouyaté de se familiariser avec le monde rural et surtout de tisser des relations avec les paysans riziculteurs. L’office de la riziculture de Guéckédou  (ORG) et l’office de la riziculture de Siguiri (ORS) étaient les deux succursales de l’Onader.

## Carrière diplomatique

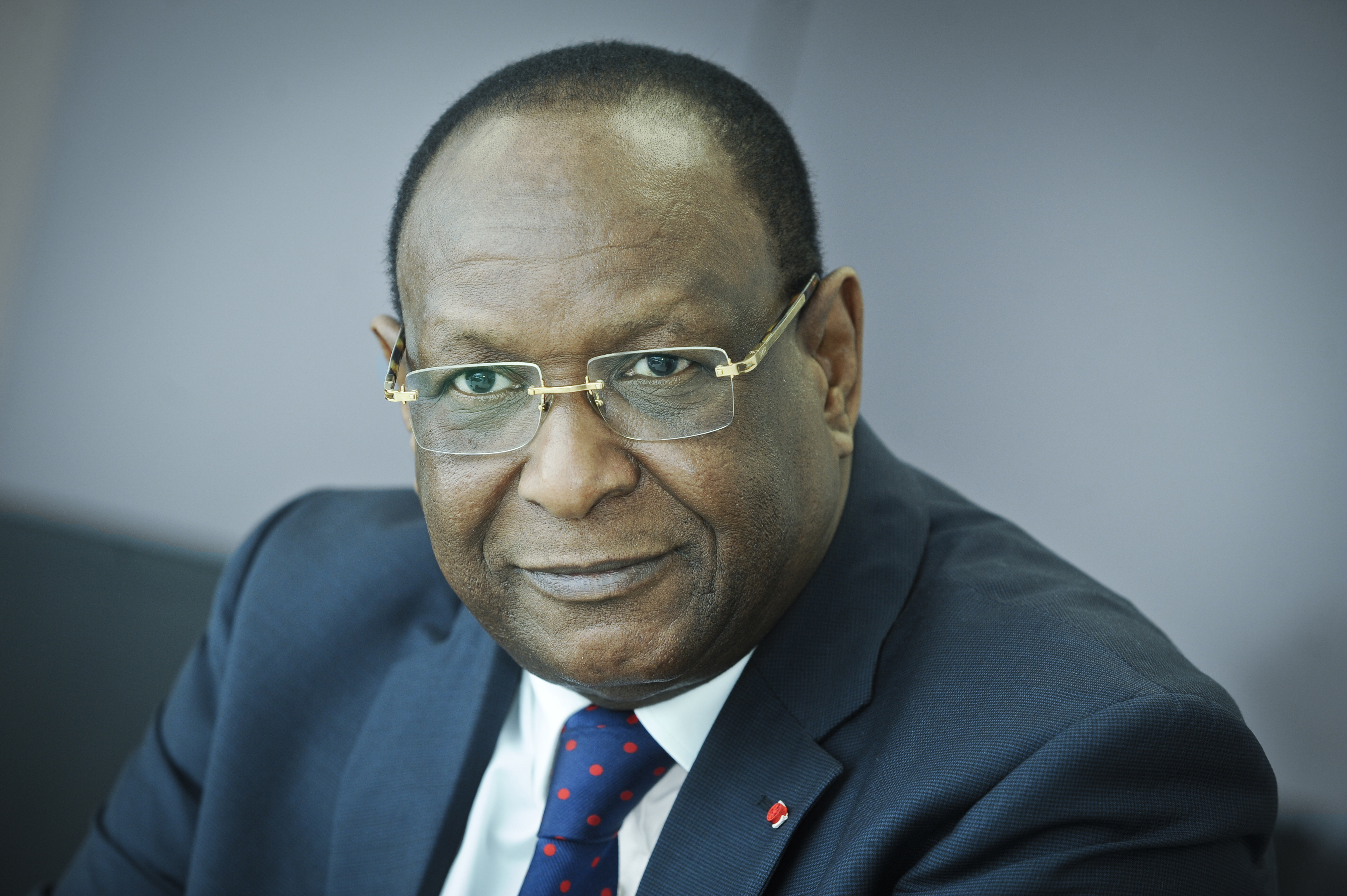
Lansana Kouyate pris en photo le 23 janvier 2014 à Paris.

En 1983, alors qu’il était en stage aux États-Unis, il sera affecté en Côte d’Ivoire en qualité de premier conseiller à l’ambassade de Guinée dans ce pays. À Abidjan, il s’occupe particulièrement des relations de son pays avec la Banque africaine de développement (BAD). Deux années plus tard il retourne en Guinée et est affecté au ministère des Affaires étrangères comme directeur du département Afrique/OUA.
En 1987, il est nommé ambassadeur extraordinaire et plénipotentiaire de la Guinée en Égypte, Jordanie, Turquie, Soudan, Liban et Syrie avec résidence au Caire. Après six ans dans ces pays du Moyen-Orient, Lansana Kouyaté est nommé ambassadeur, représentant permanent de Guinée aux Nations unies. Quelques mois seulement après
son arrivée à New York, il est élu vice-président du Conseil économique et social (ECOSOC) avant d’être nommé en 1993 par le secrétaire général de l’ONU comme son représentant spécial par intérim en Somalie  dans l’opération onusienne de
maintien de la paix connue sous le nom d'ONUSOM 2. Avant l’arrivée du nouveau représentant spécial l’amiral américain Jonathan T. Howe et à la demande expresse du secrétaire général de l’ONU, Lansana Kouyaté convoquera en mars 1993, la conférence de réconciliation des somaliens tenue en Éthiopie  qui aboutira à un accord connu sous le nom d’ accord d’Addis-Abeba. Après le retrait des troupes américaines et le rappel définitif du représentant spécial, Kouyaté assumera les fonctions pleines de représentant spécial du secrétaire général. À ce titre il dut convoquer une nouvelle conférence à Nairobi au Kenya pour réajuster l’accord d’Addis-Abeba. Deux mois après cette conférence, Lansana
Kouyaté quitte en 1994 la Somalie pour prendre ses fonctions de sous-secrétaire général de l’ONU aux affaires politiques couvrant l’Afrique, le Moyen-Orient, l’Afghanistan et le Tadjikistan. À son département est également confié le support administratif au conseil de sécurité.

### CEDEAO
En 1997, il quitte le système onusien pour la Communauté économique des États de l'Afrique de l'Ouest (CEDEAO) où il est plébiscité
comme secrétaire exécutif, succédant à Édouard Benjamin. En cette qualité il entreprend de profondes réformes réorientant l’intégration vers l’économie, le social et la paix de la sous-région. Dans le domaine de la paix, il fait élaborer le mécanisme le plus avancé et le plus audacieux de prévention des conflits par l’adoption d’un protocole appelé protocole sur la prévention, la gestion, et le maintien de la
paix. Sont alors créés un conseil de médiation et de sécurité, un conseil des états-majors et un comité des sages dont l’Union africaine s’inspirera pour le mécanisme africain de prévention des conflits. Il fit compléter ce protocole par un protocole additionnel sur la démocratie et les droits humains. Il consolide la mise en œuvre de la libre circulation des personnes et des biens non seulement en éradiquant les nombreuses violations qui y étaient commises mais en lançant le passeport uniformisé des États de la CEDEAO. Il fait réduire considérablement le nombre de barrages routiers inter-États qui freinaient le libre commerce. Dans le domaine monétaire il lance la 2e zone monétaire connu sous signe de ZMAO dont le siège est à Accra. Il procède à la restructuration du fonds de la CEDEAO qui deviendra la Banque d’investissement et de développement de la CEDAO(BIDC). Il complète la mise en place des institutions de la CEDEAO prévues dans son traité de 1975 dont la Cour de justice et le Parlement. C’est sans surprise qu’au 25e sommet de la CEDEAO tenu à Dakar, les chefs d’État adopteront une vibrante motion de félicitation à Lansana Kouyaté dont le mandat arrivait à terme.

### Francophonie
À la fin 2001, il voulut prendre une année sabbatique mais début 2002, le secrétaire général de la Francophonie, Boutros Boutros-Ghali, lui demande d’être son envoyé spécial au Togo pour participer au comité de médiation dans le dialogue inter-Togolais. En septembre de la même année, éclata la crise en Côte d’Ivoire où il fut dépêché en mission exploratoire avant d’être désigné par Monsieur Abdou Diouf, nouveau secrétaire général de la Francophonie comme son représentant spécial pour la Côte d’Ivoire. A ce  poste il jouera un rôle prépondérant au sein du comité de suivi de l’accord de Marcoussis pour ramener la paix en Côte d’Ivoire. 

### Carrière politique

#### Premier ministre de Guinée
En février 2007 il est nommé Premier ministre de Guinée à la suite des révoltes ayant entraîné plus d’une centaine de morts. En quinze mois de charges, dans des conditions difficiles, il obtint des résultats probants dans, entre autres, la réduction des prix, le recrutement de jeunes dans la fonction publique, la mise en place d’un Fonds emploi jeunes, le raffermissement du franc guinéen, la reprise des relations avec les institutions financières international, le soulagement des populations par l’importation de bus pour les voyages urbains et interurbains, l’expérimentation de l’éclairage public photovoltaïque etc.
Lansana Kouyaté crée le PEDN (parti de l'espoir pour le développement national) en 2009 et arrive quatrième aux élections présidentielles de 2010 avec 7,75 % des voix. Il s'allie avec Alpha Condé et devient vice-président de l'arc-en-ciel et contribue largement à la victoire de son allié en 2010.
Face aux promesses non tenues par Alpha Condé, il rejoint l'opposition en 2011. Il est candidat lors de l'élection présidentielle de 2015, remportant 1,16% des suffrages. Le 25 janvier 2025, Lansana Kouyaté a été réélu à la présidence de son parti lors du congrès.

## Distinctions et décorations
- Commandeur de l’Ordre du Mono (Togo, 1998)
- Commandeur de l’ordre de l’Étoile d’Afrique (Libéria, 1998)
- Commandeur de la Légion d’Honneur (France, 2000)
- Commandeur de l’ordre National du Mali (Mali,

2001)
- Commandeur de la Commémorative de la Paix (Octroyé à l’UNESCO) par l’Association International des soldats de la Paix « Association des Casques Bleus de l’ONU »

- Diplômé de la Médaille d'Or de La Ligue Universelle du Bien Public N°45729, décerné le 08 avril 2019 à Paris.
- Prix du Forum de Crans Montana (2001)
- Prix du Leadership Africain (Maroc, 2015)

## Publications
- L’autofinancement dans les entreprises d’État en Guinée (Mémoire de fin d’études supérieures, Conakry 1977)
- La fin de la guerre froide et son impact sur les relations international (Égypte 1991)
- Les défis de l’Etat en Afrique (Co-auteur, février 2008)
- Du brasier Somalien à la chaleur Onusienne (Éditions du panthéon, Paris 2012)[12]
- De Dakar à Dakar (Francophonie, Co-auteur éditions Bruylant Bruxelles, 2015)